# Shakhram Giyasov
Shakhram Giyasov, född den 7 juli 1993 i Bukhara, är en uzbekisk boxare.
Han tog OS-silver i weltervikt i samband med de olympiska boxningstävlingarna 2016 i Rio de Janeiro..